# Свободный проспект (Москва)
Свобо́дный проспе́кт (до 14 ноября 1972 года — Четвёртый проспе́кт, до 1960 года — Четвёртый проспе́кт посёлка Новогиреево) — проспект, расположенный в Восточном административном округе города Москвы на территории районов Ивановское и Новогиреево.

## История
Проспект находится на территории бывшего посёлка Новогиреево, где он назывался Четвёртый проспект (один из одиннадцати проспектов посёлка). В 1960 году посёлок Новогиреево вошёл в состав Москвы, а 14 ноября 1972 года проспект получил современное название, которое до того носил соседний проспект, включённый в состав Зелёного проспекта.

## Расположение
Свободный проспект проходит от шоссе Энтузиастов на юг, с востока к нему примыкает Саянская улица, после чего проспект отклоняется к юго-западу, далее к проспекту примыкают улица Металлургов (с запада) и Напольный проезд (с востока), затем — 5-й проспект (с запада) и Сапёрный проезд (с востока), далее пересекает Федеративный, Зелёный и Союзный проспекты и улицу Алексея Дикого, отклоняется к юго-востоку, пересекает Фрязевскую улицу, по Новогиреевскому путепроводу пересекает пути Горьковского направления Московской железной дороги и доходит до Рассветной аллеи и Кетчерской улицы, за которыми продолжается как Вешняковская улица. Между шоссе Энтузиастов, Свободным проспектом и улицей Металлургов расположен Терлецкий лесопарк. Нумерация начинается от шоссе Энтузиастов.

## Примечательные здания и сооружения
По чётной стороне:
- д. 4а, стр. 1 — Храм Спаса Нерукотворного Образа в Гирееве

## Транспорт

### Автобус
- 21: от Зелёного проспекта до Кетчерской улицы и от Кетчерской улицы до Фрязевской улицы
- 247: от Зелёного проспекта до Кетчерской улицы и обратно
- 619: от Федеративного проспекта до Саянской улицы и обратно
- 617: от Саянской улицы до Зелёного проспекта и обратно
- 645: по всей длине проспекта
- 662: от Фрязевской улицы до Зелёного проспекта
- 702: от шоссе Энтузиастов до Саянской улицы и обратно
- 776: от Саянской улицы до Напольного проезда и от Зелёного проспекта до Саянской улицы
- 884: по всей длине проспекта
- т64: от Саянской улицы до Кетчерской улицы и обратно
- пригородный автобус № 17 от Фрязевской улицы до Зеленого проспекта (только в сторону Зеленого проспекта).

### Электробус
- т75: от Саянской улицы до Кетчерской улицы и обратно
- 276: от шоссе Энтузиастов до Фрязевской улицы и обратно
- 674: по всей длине проспекта
- н4: от Фрязевской улицы до Зелёного проспекта

### Метро
- Станция метро  Новогиреево — на пересечении с Зелёным проспектом

### Железнодорожный транспорт
- Платформа  Новогиреево Горьковского направления — у южного конца проспекта, между Фрязевской и Кетчерской улицами. С 9 сентября 2023 года входит в состав МЦД-4